# Krzysztof Sitkowski

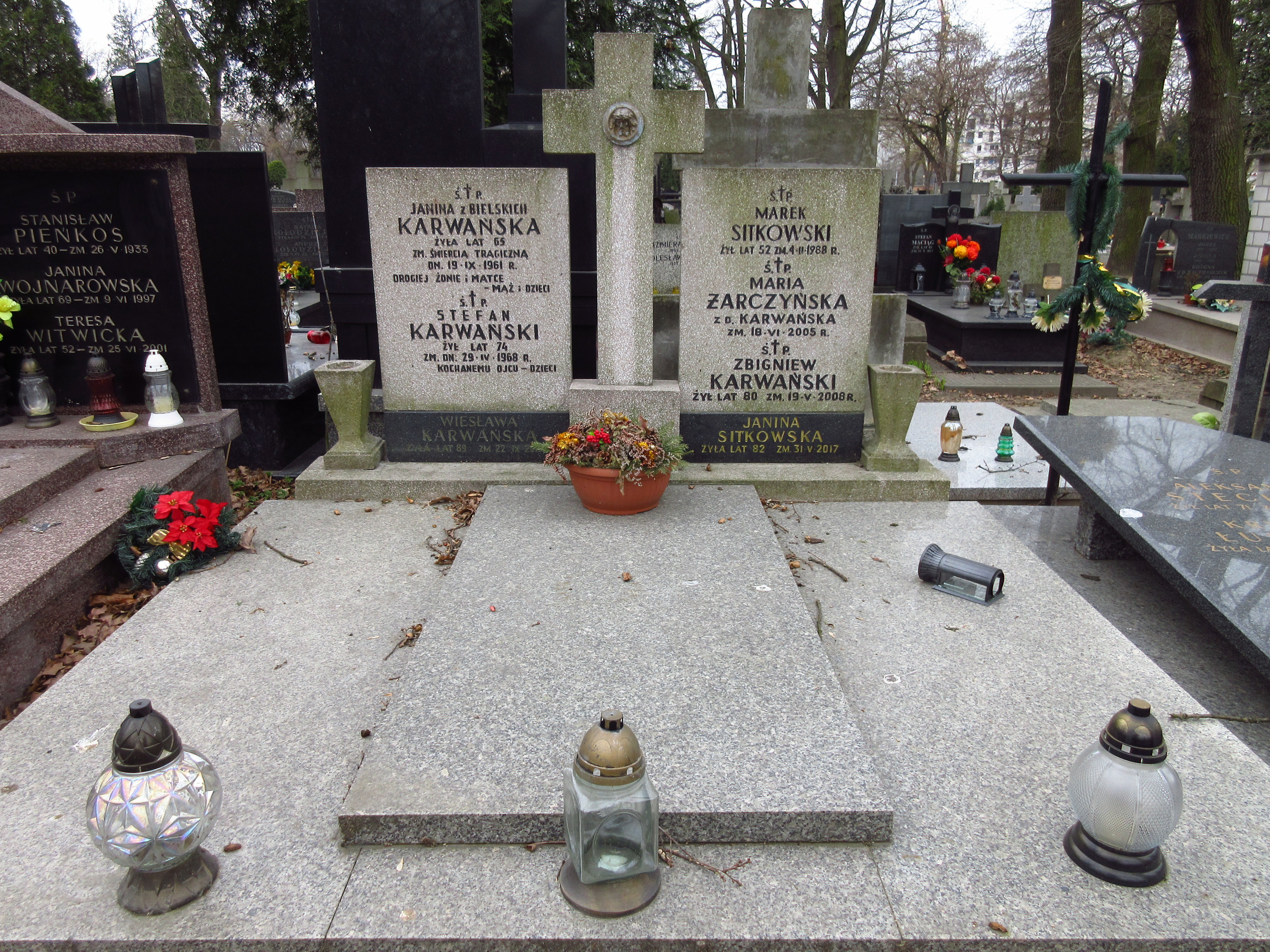
Tumba de Krysztof Sitkowski.

Krzysztof Marek Sitkowski (nacido el 21 de noviembre de 1935 en Varsovia, Polonia y muerto el 4 de febrero de 1988 en la misma ciudad) es un exjugador polaco de baloncesto. Consiguió la medalla de plata con Polonia en el Eurobasket del año 1963 celebrado en su país.